# Norge Luis Vera
Norge Luis Vera Peralta, kubanski bejzbolist, * 3. oktober 1971, Siboney, Provinca Santiago de Cuba, Kuba.
Vera je desnoroki poklicni metalec, znan pa je predvsem po svojih predstavah med igranjem s kubansko reprezentanco.
Trenutno je član moštva Santiago de Cuba v Kubanski narodni seriji. Že leta slovi kot izvrsten metalec, njegova najboljša sezona pa je bila 1999-2000, ko je ligo vodil s 0,97 povprečno dovoljenega teka, 17 zmagami in 8 zaključenimi tekmami brez dovoljenega teka v sezoni, ki je trajala le 90 tekem. 
Novembra 2009 je v Santiagu kot mimoidoči poizkušal zaustaviti neki pretep in bil pri tem resno poškodovan. Prejel je udarec v obraz s topim predmetom, pri čemer je utrpel več zlomov zgornje čeljusti. Zadys Navarro, eden njegovih osebnih zdravnikov, je nakazal, da bo Vera potreboval rekonstruktiven operativni poseg.